# Форца-д’Агро
Форца-д’Агро (итал. Forza d'Agrò) — коммуна в Италии, располагается в регионе Сицилия, в провинции Мессина.
Население составляет 860 человек (2008), плотность населения составляет 78 чел./км². Занимает площадь 11 км². Почтовый индекс — 98030. Телефонный код — 0942.
Покровителем коммуны почитается животворящий Крест Господень, празднование 14 сентября.

## Демография
Динамика населения:

## Администрация коммуны
- Официальный сайт: http://www.comune.forzadagro.me.it/